# Prometheus (Суперкомп'ютер)

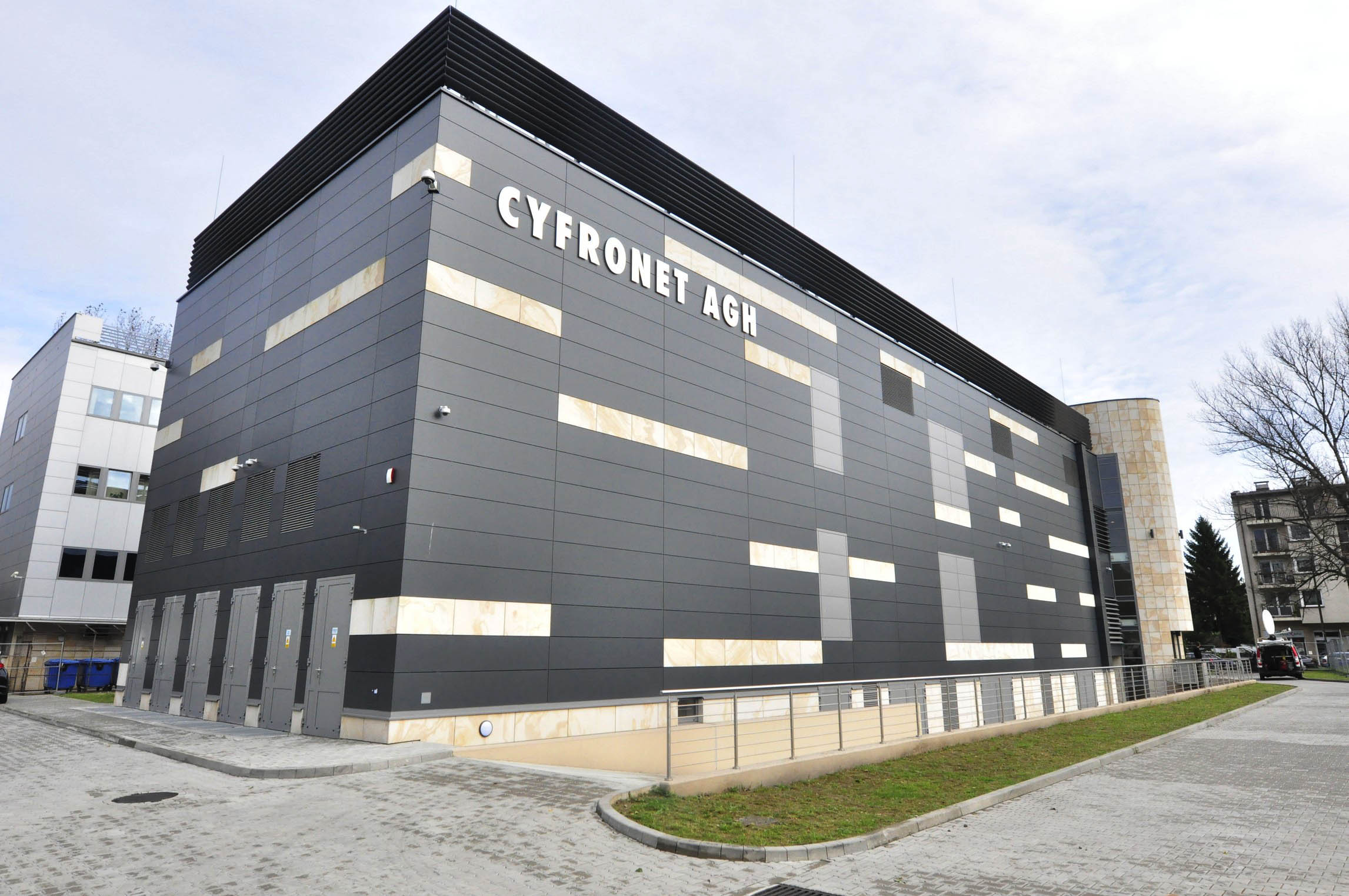
Cyfronet

Prometheus – суперкомп'ютер встановлений в 2015 в Навчальному Центрі Комп'ютерної Cyfronet Гірничо-Металургійної Академії в Кракові, у квітні 2015 був найшвидший суперкомп'ютера в Польщі з продуктивністю майже PFlops теоретичної ефективності (1 658 880 000 000 000 операцій з плаваючою комою в секунду).
У другій половині 2015 обчислювальна потужність була збільшена до значення 2,35 PFlops (теоретичний).

## Характеристика
Prometheus був побудований в 1728 серверів платформи HP Apollo 8000 компанії Hewlett-Packard, працюючих під керівництвом операційної системи Linux CentOS 7 і підвищений до 2232 серверів, об'єднаних супер-швидкою мережею Infiniband з пропускною здатністю 56 Гбіт/сек. Суперкомп'ютер мав у момент запуску 41 472 обчислювальні ядра – процесорів Intel Haswell (Xeon E5-2680v3 12C 2,5 Ггц) – при розширенні 53 568 ядер і 279 TB оперативної пам'яті в технології DDR4.
У Prometheus'a входить дві системи файлів, загальним обсягом 10 PB, швидкість доступу до 150 ГБ/с.

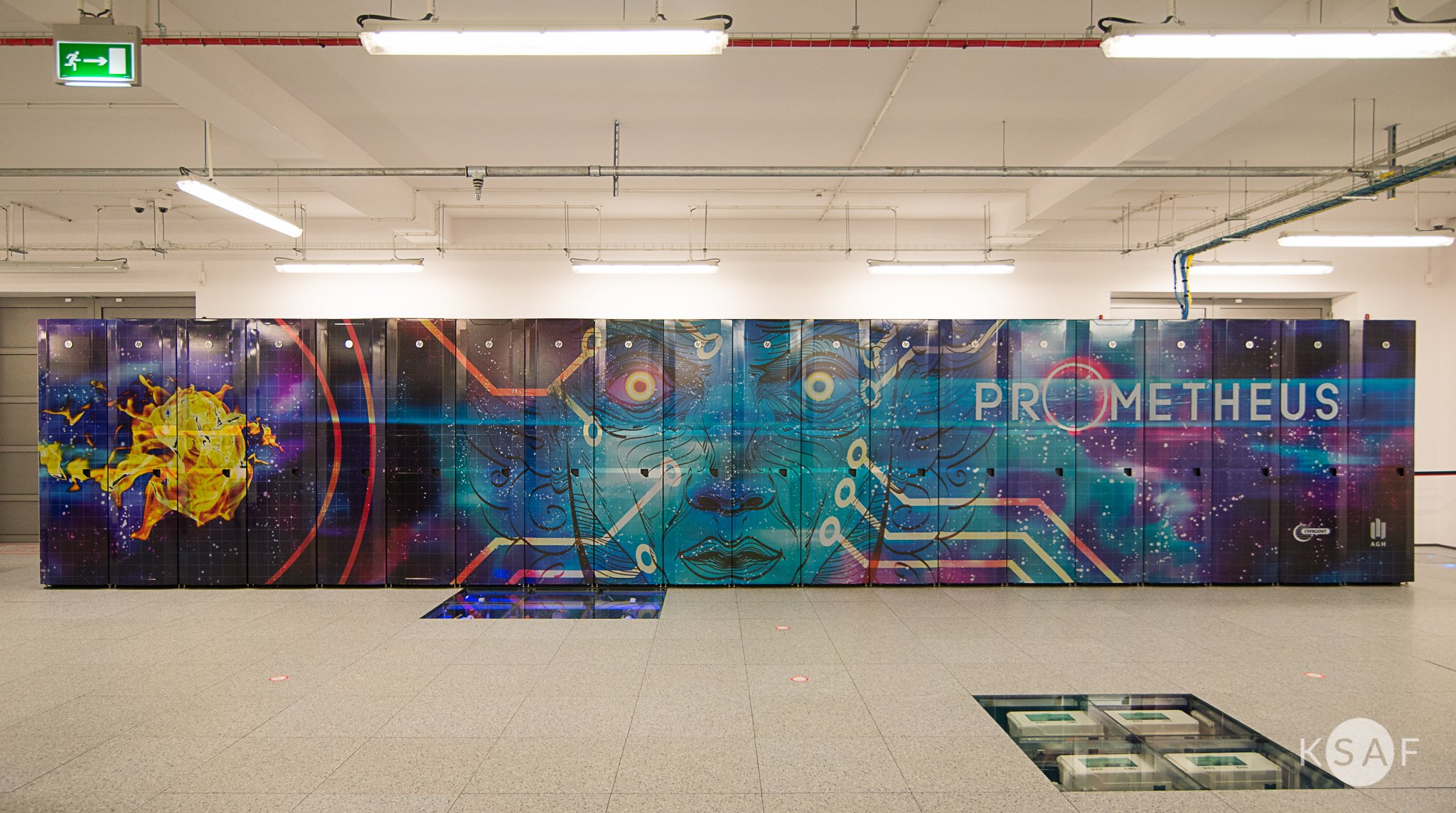
Prometheus

У тому числі 72 сервери мають GPU Nvidia Tesla K40XL (по дві одиниці на сервер). Кожен K40XL має обчислювальну потужність FP64 1500 Gflops
Завдяки технології прямого  водяного охолодження процесорів та модулів пам'яті є одним з найбільш енергоефективних комп'ютерів цього класу в світі. Більш ніж у чотири рази збільшив обчислювальні можливості польських вчених.
Prometheus-це найшвидший суперкомп'ютера в історії Польщі – займав після створення 38 місце в списку найшвидших у світі (список 11/2015), побудований компанією Hewlett-Packard, є однією з найбільших установок такого типу у світі, а також першим у Європі, заснованим на новітніх технологіях прямого охолодження води. Він розташований у 15 стійках і займає площу всього 13 кв.М.. 
Прометей є третьою у світі реалізацією платформи HP Apollo 8000. Перша відбулася в США, друга - в Норвегії. В обох випадках енергоефективність рішення має вирішальне значення для його вибору. Установка в Польщі - це не тільки найновіші компоненти так званого 9 покоління, але й найефективніші в світі.
Передню панель Prometheus прикрасила себе графіка. Виграшний дизайн був обраний через конкурс, організований ACC Cyfronet AGH.

## Prometheus  в цифрах
| Prometheus в цифрах             | Перед розширенням | Після розширення |
| ------------------------------- | ----------------- | ---------------- |
| Загальна потужність [TeraFlops] | 1658              | 2399             |
| Кількість ядер                  | 41472             | 53568            |
| Кількість вузлів                | 1728              | 2232             |
| RAM [TB]                        | 216               | 279              |
| Графічних процесорів GPU        | 0                 | 144              |
| Кількість стійок                | 15                | 20               |
| Розмір [кв.м.]                  | 13                | 18               |
| Вага [т.]                       | 30                | 40               |

- №1 в Польщі
- # 29 в Європі відповідно до списку TOP500 (список 11/2017, № 21 - список 11/2016; №10 - список 11/2015)
- # 77 у світі відповідно до списку TOP500 (список 11/2017; # 59 - список 11/2016; # 38 - список 11/2015)[5]
- Відповідає за продуктивністю понад 40 000 ПК

## Використання
Prometheus служить вченим з різних дисциплін, включаючи хімію, біологію, фізику, астрофізику, енергетику або нанотехнології. Набагато ефективніші процесори, більша кількість оперативної пам'яті та мережі InfiniBand швидше на майже 30%, ніж у випадку з Зевсом, дозволяє вченим здійснювати розрахунки за шкалою, яку неможливо досягти із використанням поточних ресурсів центру. Розрахунки, проведені в даний час з використанням Зевса, можна виконувати навіть у кілька разів швидше на Прометеї.